# Namibian Aviation Training Academy
Die Namibian Aviation Training Academy (NATA) ist eine Flugschule im südwestafrikanischen Namibia. Sie wurde mit Unterstützung der deutschen Dornier-Werke gegründet. Hauptsitz der NATA ist der Flughafen Eros in Windhoek. Die Einweihung der Schule erfolgte am 24. Februar 2000 durch den damaligen namibischen Präsidenten Sam Nujoma am Keetmanshooper Flughafen im Süden des Landes. Das Trainings-Schulprogramm der Namibian Aviation Training Academy ist in Piloten- und Techniker-Ausbildung unterteilt.
NATA bietet Kurse für private Pilotenlizenzen, Nachtflug-Rating, Instrumenten-Rating und Berufspilotenausbildung sowie Flugingenieure an. Für die praktische Flugausbildung nutzt die NATA den Flugplatz Keetmanshoop, rund 500 Kilometer südlich von Windhoek. Der Flugplatz wurde gewählt, weil er nur selten als Ausweichlandeplatz für Fluggesellschaften in Namibia genutzt wird und somit kein besonderes Verkehrsaufkommen verzeichnet. Die NATA-Einrichtungen sind in der Nähe der Rollbahn und den beiden Start- und Landebahnen gelegen. Zur Ausbildung stehen ATC-Dienstleistungen wie VOR, DME, ADF, NDB, Tankanlagen und alle notwendigen Notfall- und Sicherheitseinrichtungen der Schule zur Verfügung. 